# Bentō
Bento (弁当 (biện đương) bentō) là một bữa ăn mang đi được mua hoặc có thể chuẩn bị sẵn tại nhà, là món ăn phổ biến trong văn hoá ẩm thực của Nhật Bản, Đài Loan, Hàn Quốc và các nước châu Á khác, trong đó có gạo là nguyên liệu chính. Một suất bento truyền thống thường có cơm hoặc mì, cá hoặc thịt, với rau củ muối hoặc kim chi, các món ăn kèm khác... tất cả đều sẽ được đặt trong một hộp gỗ hoặc giấy. Những hộp đựng bento có thể được làm từ các vật liệu sản xuất hàng loạt hoặc hộp sơn mài thủ công.

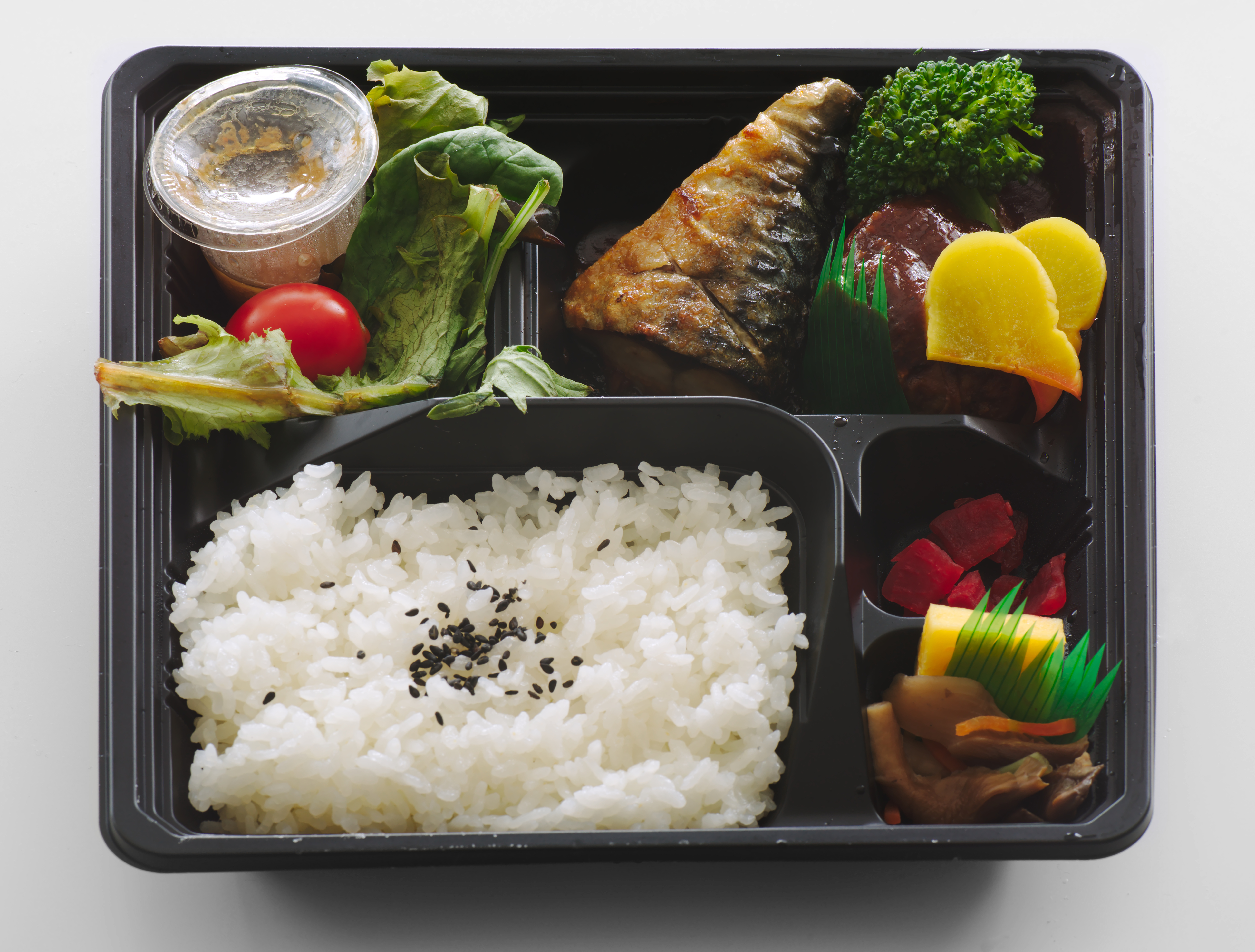
Một hộp bento điển hình.

Bento có sẵn tại nhiều nơi trên khắp Nhật Bản, bao gồm các cửa hàng tiện lợi, các quán bán bento  (bento shops) (弁当屋 bentō-ya), ga tàu điện và các cửa hàng bách hóa. Tuy nhiên, những người nội trợ Nhật Bản vẫn thường dành thời gian và công sức chuẩn bị những hộp cơm bento chu đáo cho chồng/vợ, con cái hoặc chính họ.
Ngoài ra, những hộp cơm bento còn được trình bày công phu theo phong cách gọi là "kyaraben" ("nhân vật bento"). Kyaraben thường được trang trí để trông giống như các nhân vật nổi tiếng từ hoạt hình Nhật Bản (anime), truyện tranh (manga) hoặc trò chơi video. Một phong cách bento phổ biến khác là "oekakiben" hoặc "bento hình ảnh". Bento sẽ được trang trí để trông giống như con người, động vật, các tòa nhà và tượng đài, hoặc các mặt hàng như hoa và thực vật.
Có một số biến thể tương tự của hộp cơm trưa ở các nước châu Á bao gồm Philippines (baon), Hàn Quốc (dosirak), Đài Loan (biàndāng bằng tiếng Quan Thoại và "piān-tong" trong tiếng Đài Loan) và Ấn Độ (tiffin).

## Lịch sử

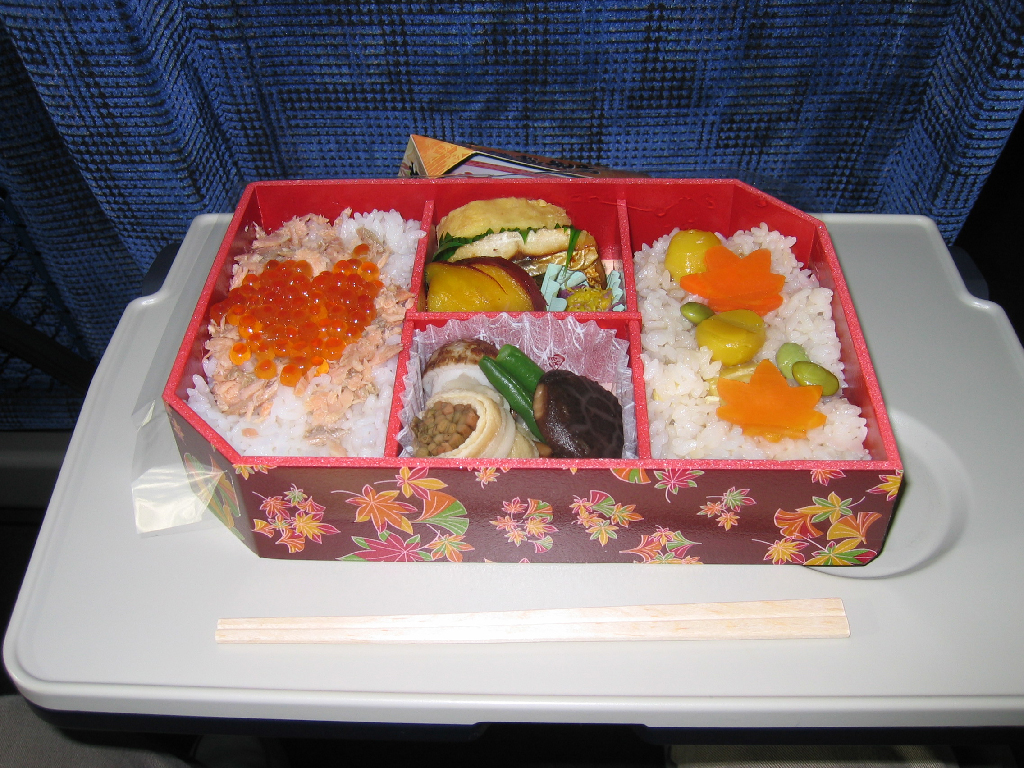
Một hộp ekiben giá 1.000 yên được bày bán ở Ga Tokyo.

Các hộp bentō có nguồn gốc từ cuối thời Kamakura (1185 đến 1333) với sự xuất hiện của Hoshi-ii (糒 hay 干し飯 - món cơm rang kiểu Nhật). Hoshi-ii có thể dùng để ăn liền hoặc chan thêm nước, chúng thường được đựng trong các hộp nhỏ, là tiền thân cho các hộp đựng bentō ngày nay. Đến thời Azuchi-Momoyama (1568 đến 1600), các hộp đựng cơm bằng gỗ sơn mài đã bắt đầu xuất hiện, người Nhật khi đó thường ăn bentō khi họ ngắm hoa anh đào trong các dịp hanami hoặc trong các bữa tiệc trà, vì thế mà văn hóa chuẩn bị bentō đã được phát triển và hoàn thiện vào thời Edo (1603 đến 1867), từ bentō người ta còn nghĩ ra nhiều biến thể khác như: Các sinh viên và học sinh Nhật thường dùng bentō trong bữa trưa vì những trường học hiện đại (?) thời kỳ đầu ở Nhật Bản không cung cấp bữa ăn này cho học sinh, thế nhưng việc này đã giảm dần từ sau Thế chiến thứ hai khi các nhà trường Nhật bắt đầu tổ chức các bữa ăn trưa tập thể. Từ thập niên 1980, bentō bắt đầu được bán dưới dạng ăn liền (chỉ cần hâm nóng trong lò vi sóng) tại các siêu thị và cửa hàng thực phẩm Nhật Bản, các hộp gỗ bentō đắt tiền vì thế cũng đã được thay thế bằng các hộp giấy hoặc nhựa tiện dụng và giá rẻ.

## Phân loại

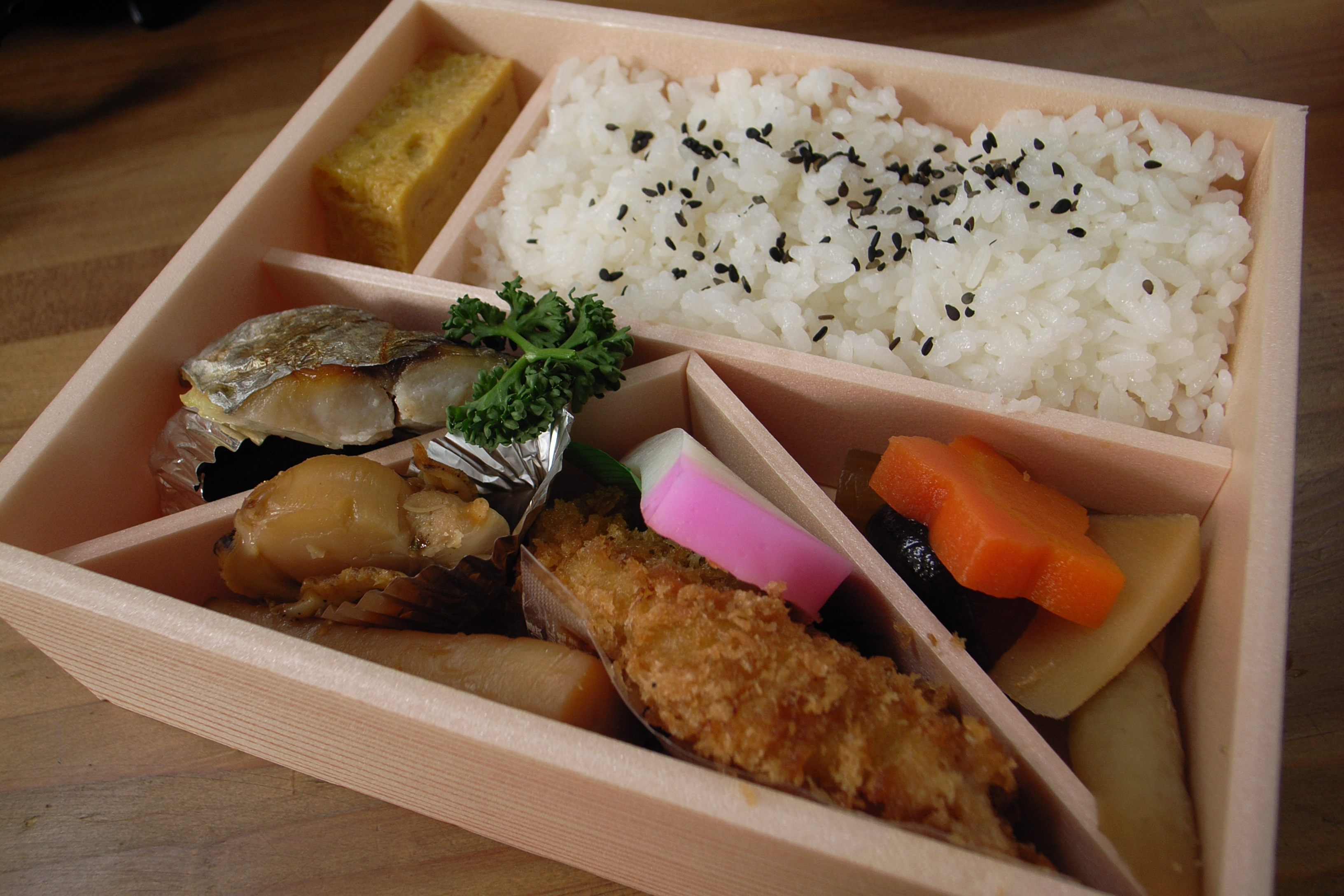
Một hộp makunouchi bentō.

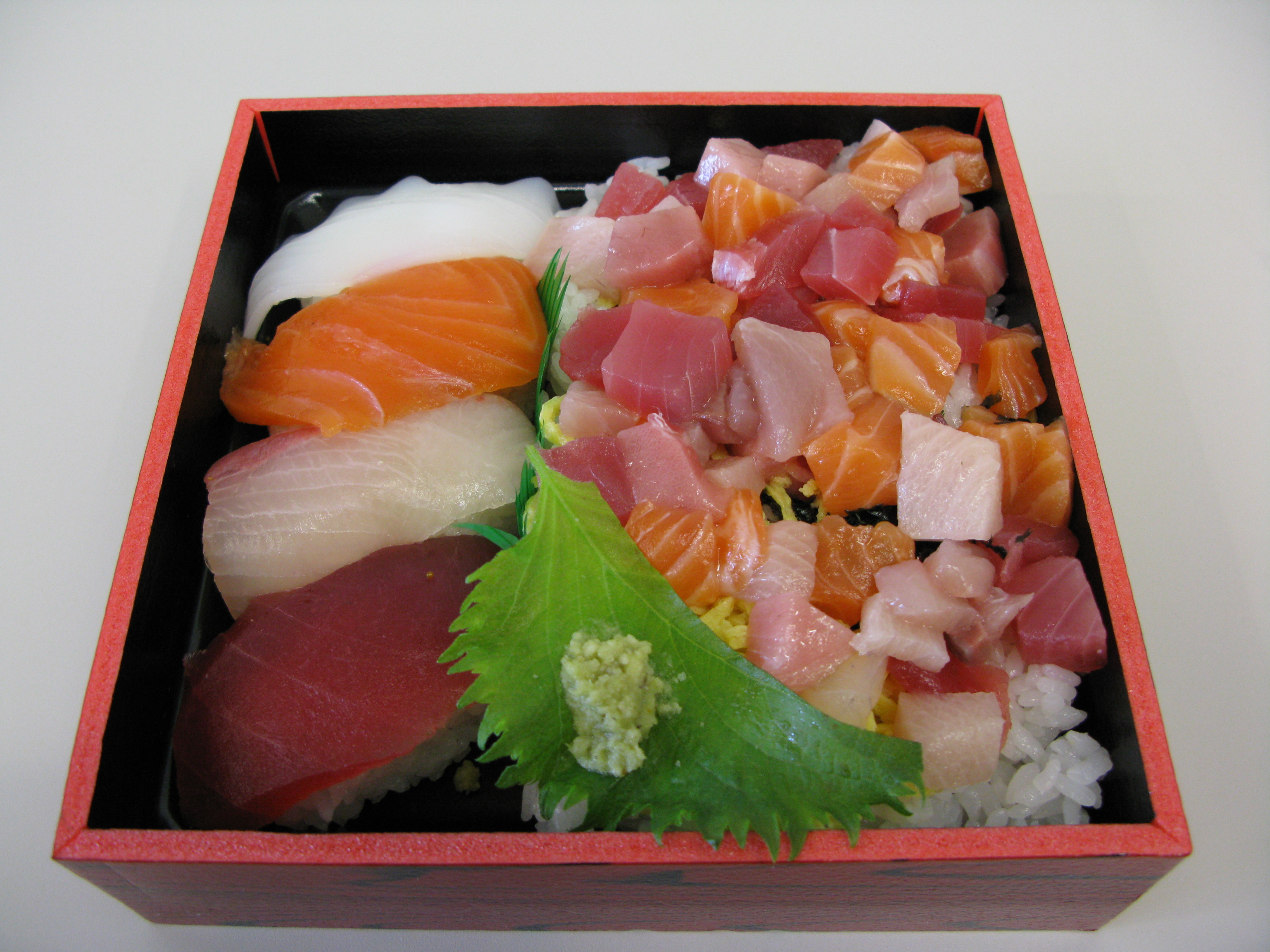
Một hộp Sushizume.

- Shōkadō bentō (松花堂弁当) là bentō với hộp chứa bằng gỗ sơn mài đen truyền thống. Hãng IBM đã lấy ý tưởng từ loại bentō này để thiết kế máy tính xách tay ThinkPad (hiện thuộc sở hữu của hãng Lenovo).[3]
- Kamameshi bentō (釜飯弁当) là bentō được bán tại các nhà ga ở vùng Nagano với các hộp chứa bằng đất sét nung.
- Makunouchi bentō (幕の内弁当) là bentō truyền thống với cơm, umeboshi (một loại mơ muối), một lát cá hồi hun khói, trứng cuộn và những món khác.
- Noriben (海苔弁) là loại bentō với cơm và lá nori tẩm xì dầu.
- Sake bentō (鮭弁当) là loại bentō đơn giản với món chính chỉ là một lát cá hồi hun khói.
- Shidashi bentō (仕出し弁当) là loại bentō được nhà hàng bán cho bữa trưa với những món ăn Nhật truyền thống như tempura và dưa muối. Ngày nay shidashi bentō cũng có cả những món ăn nấu theo kiểu phương Tây.
- Sushizume (鮨詰め) là loại bentō chỉ gồm sushi.
- Koshibentō (腰弁当) là loại bentō với hộp cơm nhỏ cho hành khách với chỉ một vài nắm cơm onigiri.
- Ekiben (駅弁当 hoặc 駅弁) là loại bentō bắt đầu xuất hiện từ thời Meiji (1868 đến 1912) để phục vụ những hành khách đi tàu hỏa.

## Hình ảnh

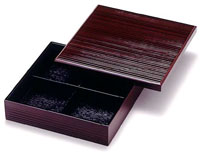
Shōkadō bentō
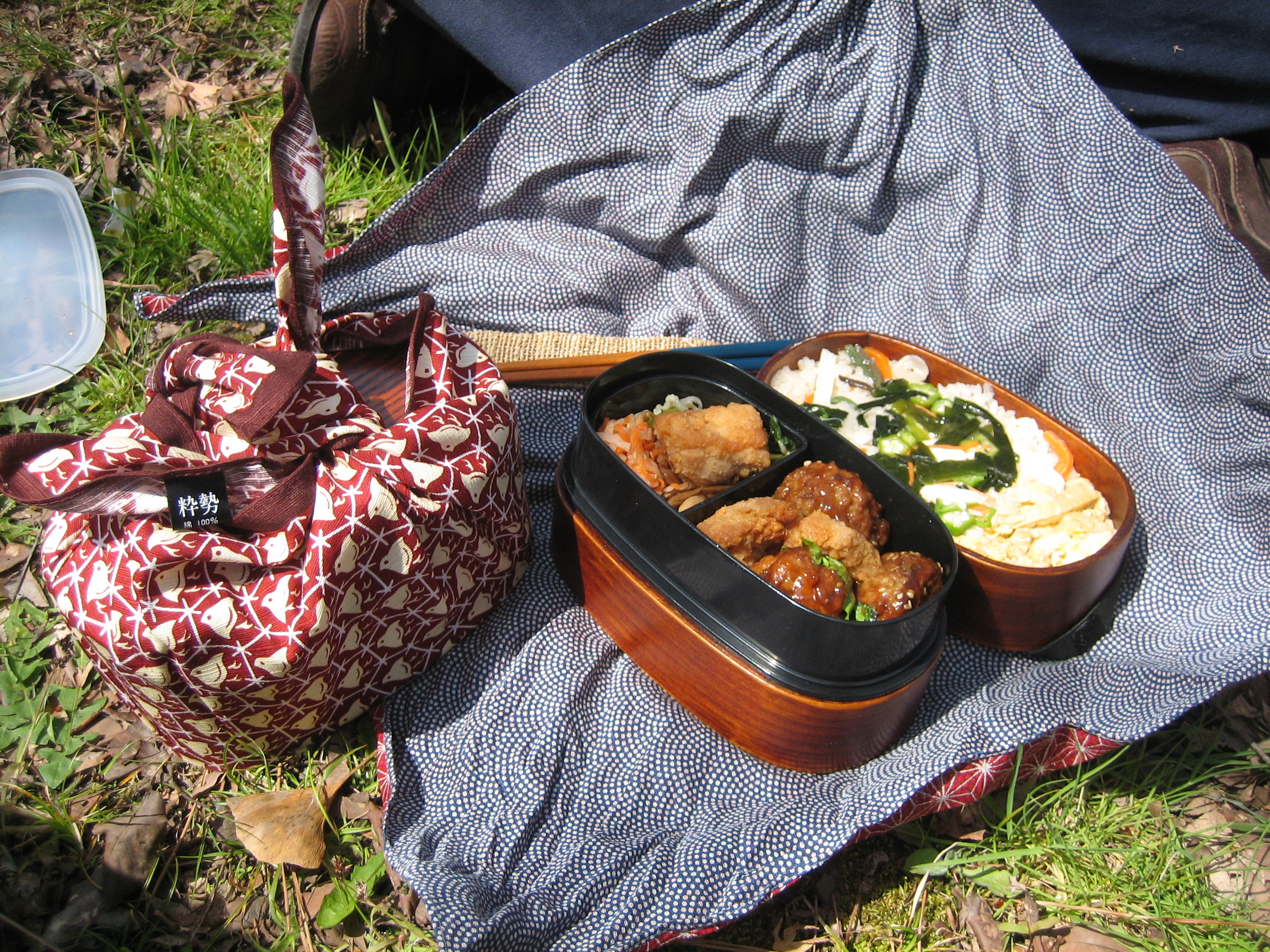
Một hộp bentō được làm tại nhà
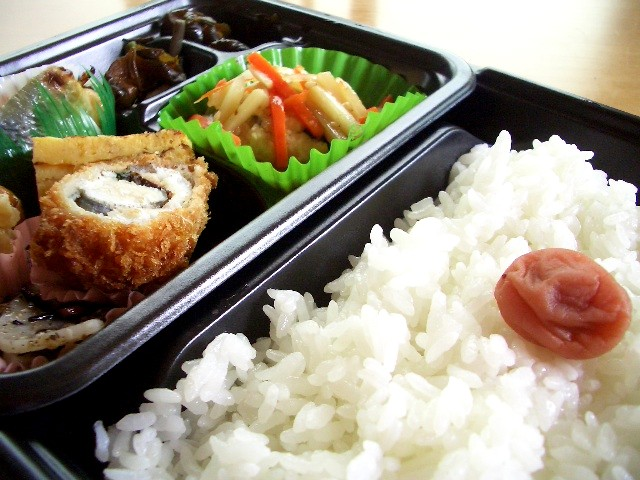
Makunouchi bentō với cơm nấu theo kiểu hinomaru
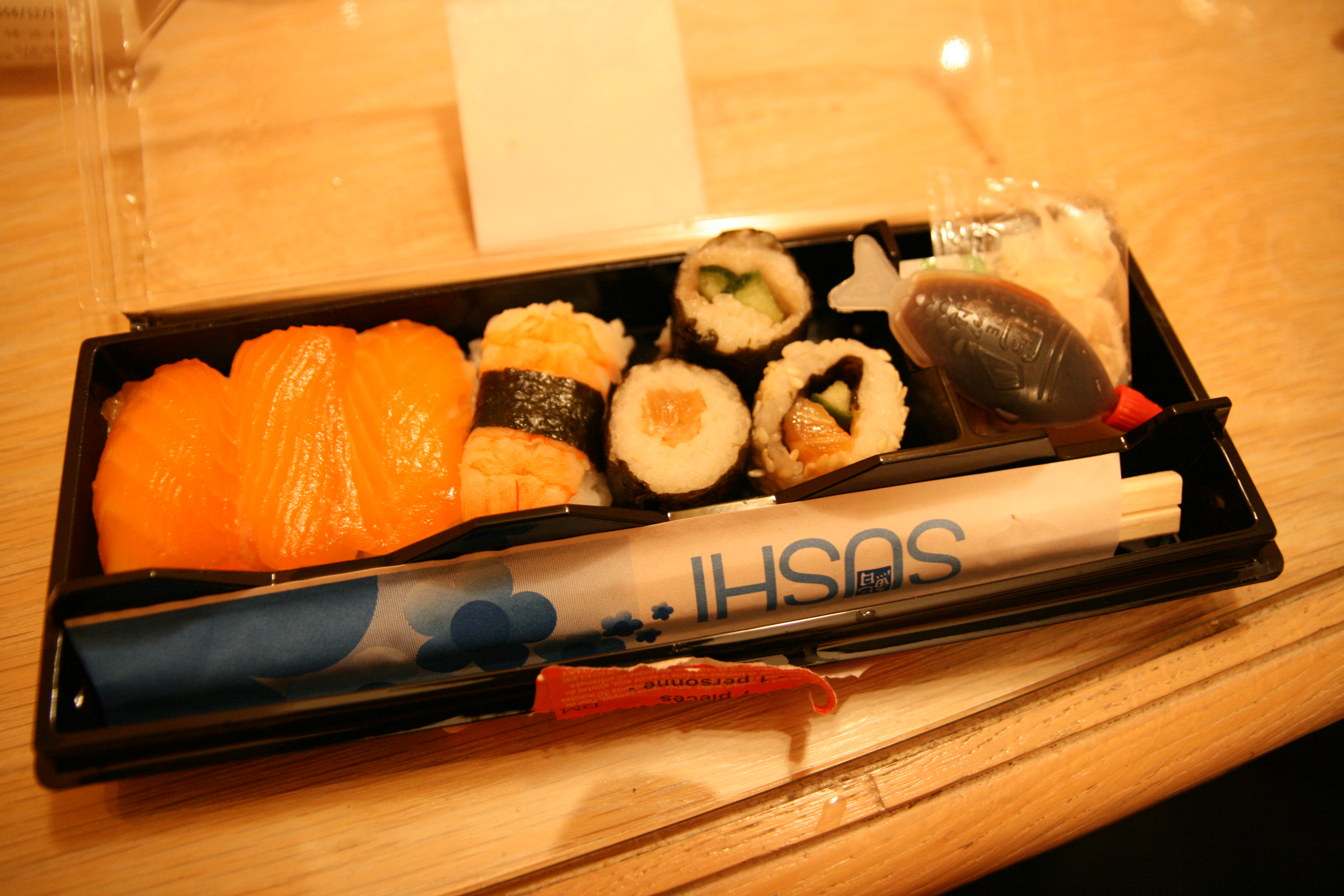
Một hộp bentō loại sang được phục vụ ở Paris